# Aloe fosteri
Aloe fosteri är en grästrädsväxtart som beskrevs av Neville Stuart Pillans. Aloe fosteri ingår i släktet Aloe och familjen grästrädsväxter. Inga underarter finns listade i Catalogue of Life.

## Bildgalleri

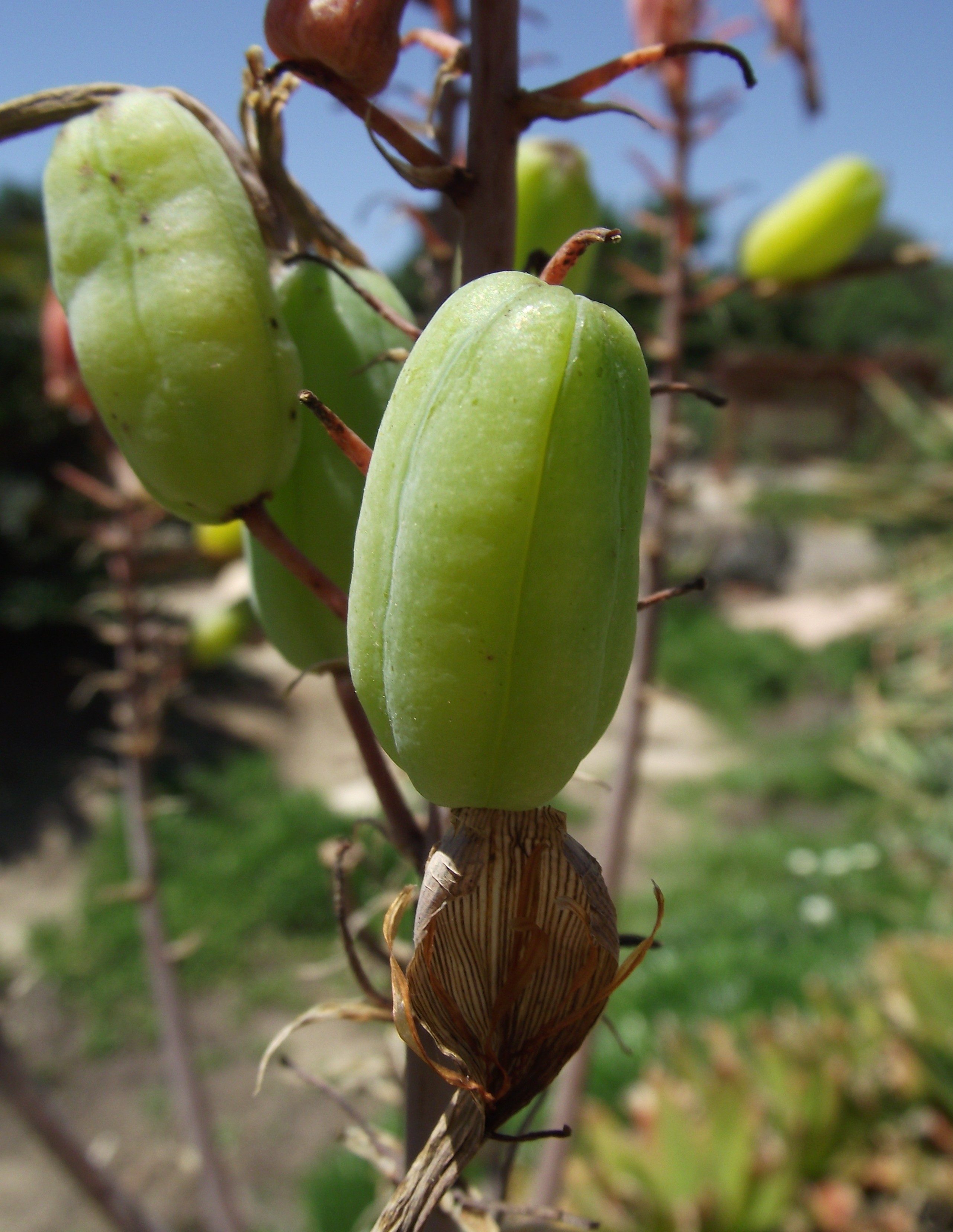
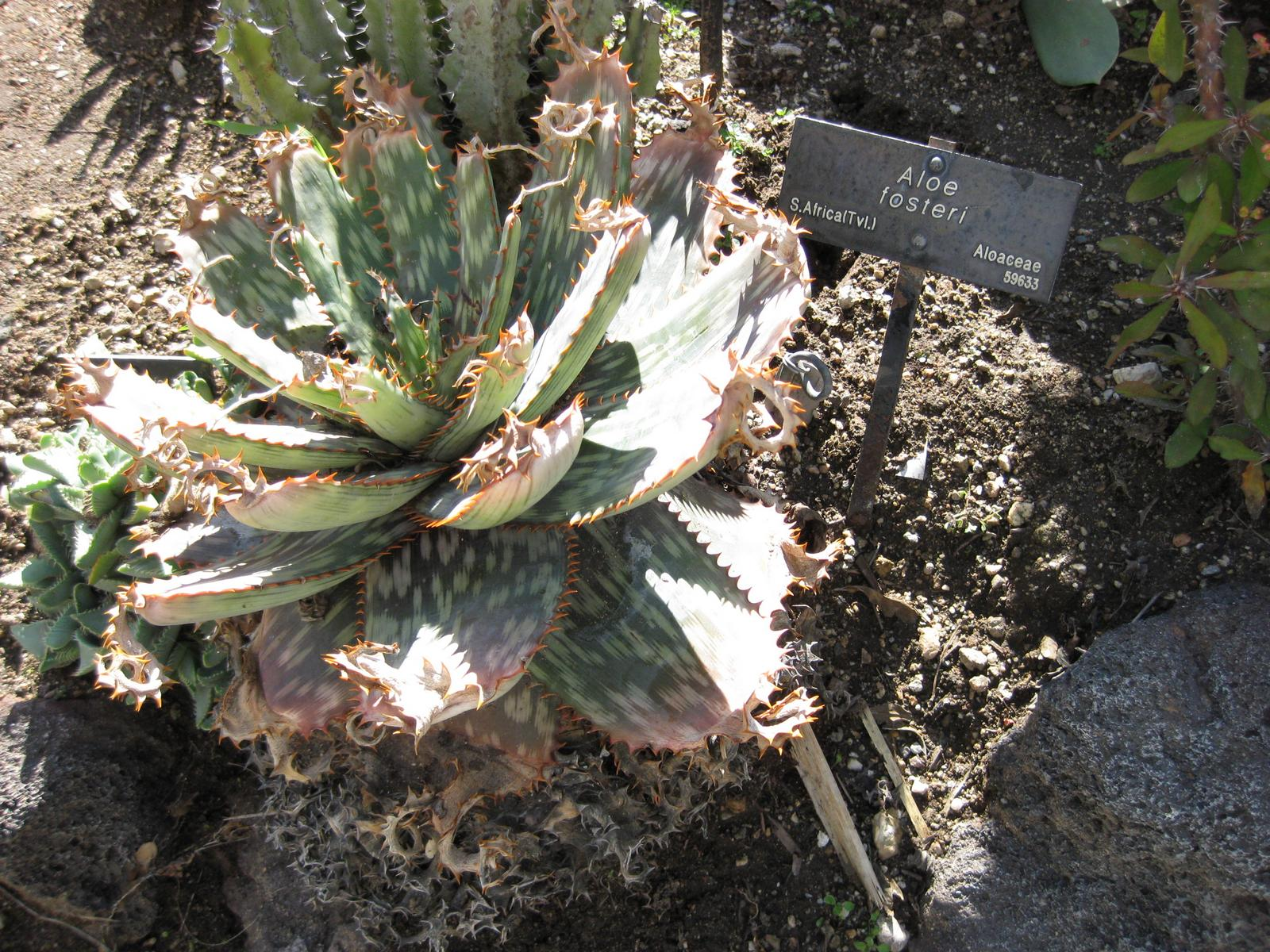